# 3753 Круитни
3753 Круитни (3753 Cruithne) е околоземен астероид от групата на атените, обикалящ по елиптична орбита около Слънцето, открит на 10 октомври 1986 г. от шотландския астроном Дънкън Уолдрън (Duncan Waldron). Орбиталният му период около Слънцето е около 364 дни, т.е. почти еднакъв с този на Земята. Поради тази причина дълго време се смяташе, че Круитни и Земята се движат по близки орбити около Слънцето. Ето защо Круитни понякога е наричан „втора луна на Земята“. Въпреки че орбитата на Круитни зависи от нашата планета, той не обикаля около нея и не е неин спътник, а квазиспътник. Поради високия си ексцентрицитет Круитни пресича орбитите на три планети - Венера, Земята и Марс. 
|  |  |